# Thesdorf

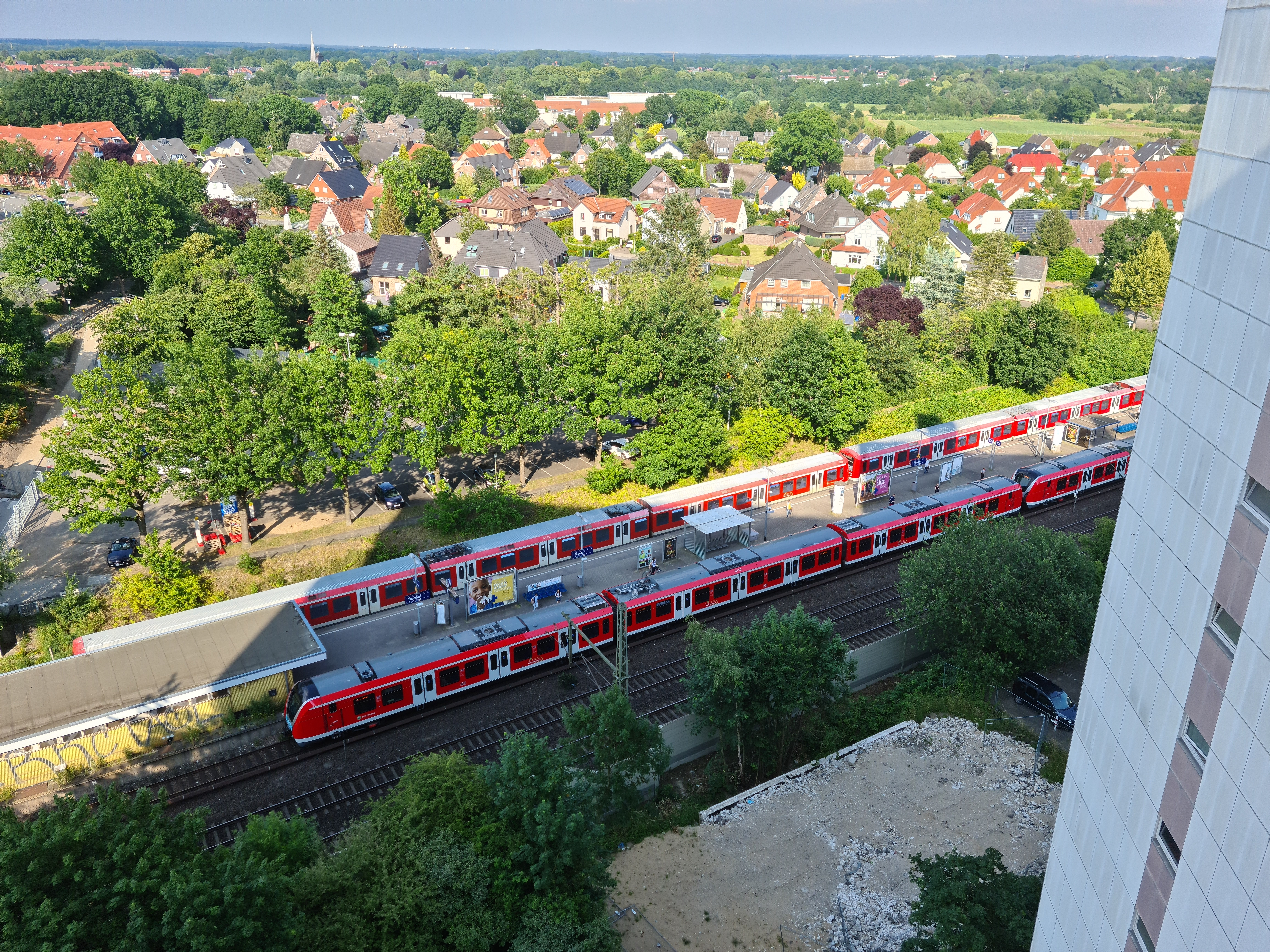
Blick über einen Teil von Thesdorf aus einem Hochhaus

Thesdorf ist ein Stadtteil der holsteinischen Stadt Pinneberg im Kreis Pinneberg im Bundesland Schleswig-Holstein.

## Geschichte
Das ehemalige Bauerndorf Thesdorf war eine eigenständige Gemeinde, bis sie zum 7. Januar 1928 mit 1.148 ha nach Pinneberg eingemeindet wurde. Durch umfangreiche Bautätigkeit in den Jahren zwischen etwa 1965 und 1975 wurde es zu einem bevölkerungsreichen Pinneberger Stadtteil. Thesdorf grenzt im Osten an die Gemeinden Rellingen und Halstenbek und im Westen an die Pinneberger Stadtteile Zentrum, Quellental und Eggerstedt.

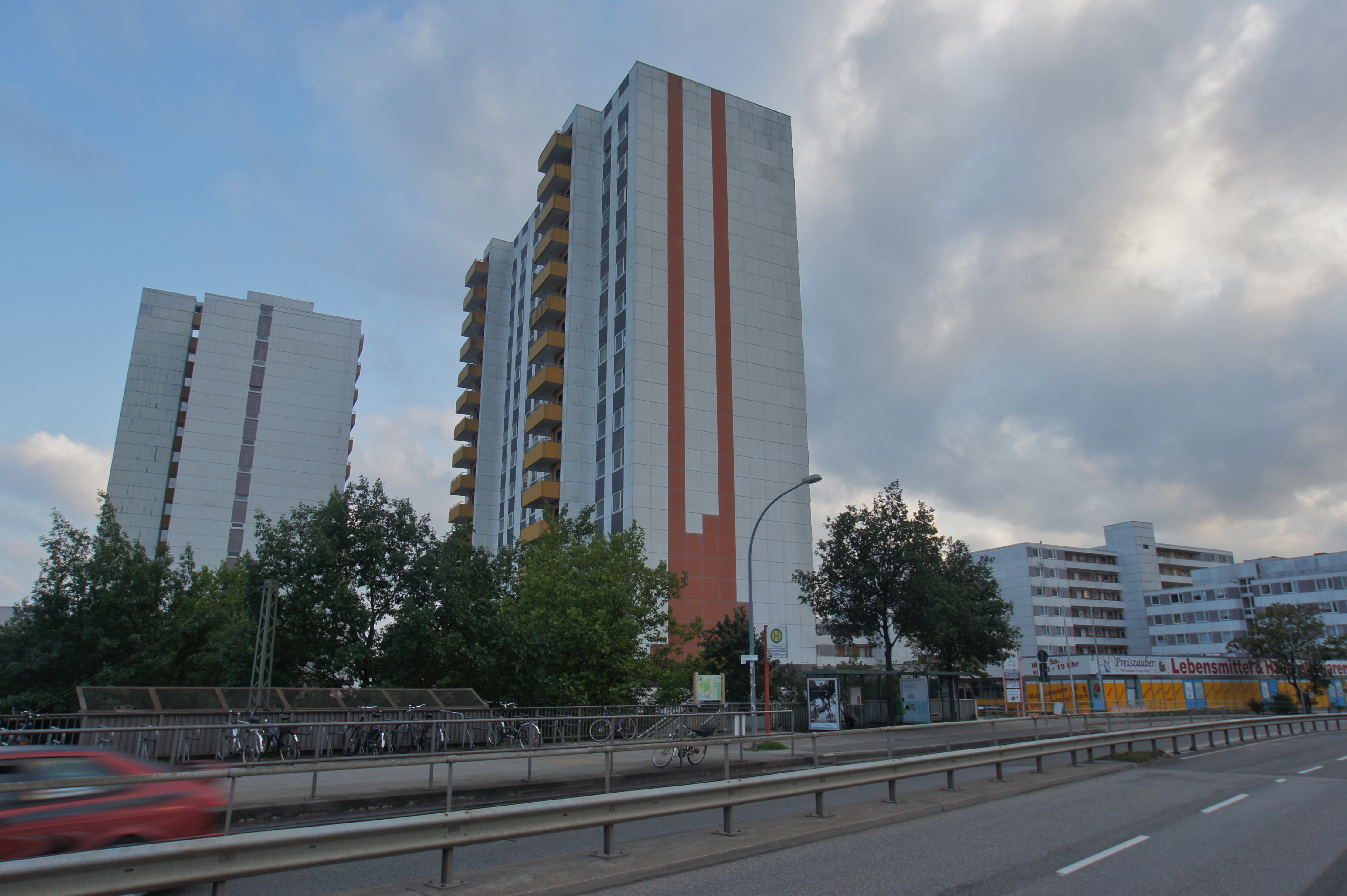
Hochhauskomplex Thesdorf

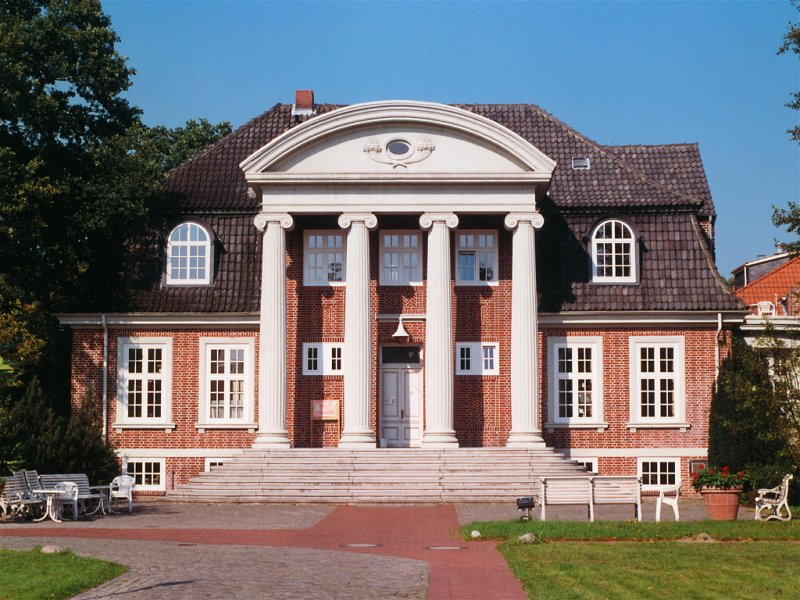
Gut Eichenhof

## Architektur
Im Zentrum des Stadtteils liegt heute ein Hochhauskomplex des Architekten Walter Sauermilch aus der Mitte der 1970er Jahre mit 400 Wohnungen und einem kleinen Einkaufszentrum direkt an der S-Bahn-Station Thesdorf. Er enthält das mit 17 Stockwerken höchste Haus Pinnebergs. Vom historischen Thesdorf ist heute durch die Überbauung der 1960er und 1970er Jahre so gut wie nichts mehr erkennbar. Der Stadtteil hat eine Grundschule und eine Gemeinschaftsschule (Johann-Comenius-Schule). Das Hallenbad der Stadt Pinneberg, eine Wasserskianlage und das Deutsche Baumschulmuseum liegen ebenfalls in Thesdorf. Östlich von Thesdorf verläuft die Düpenau, die etwas weiter nördlich in die Mühlenau mündet.
Ein markantes Gebäudeensemble an der Straße nach Rellingen ist die K&S Seniorenresidenz Pinneberg – Gut Thesdorf in dem ehemaligen Herrenhaus Gut Eichenhof mit einem säulenbestandenen Portikus. Das Gebäude ist allerdings nicht zu besichtigen.
Mit der Anschlussstelle Pinneberg-Süd verfügt Thesdorf über einen direkten Anschluss an die Bundesautobahn 23.

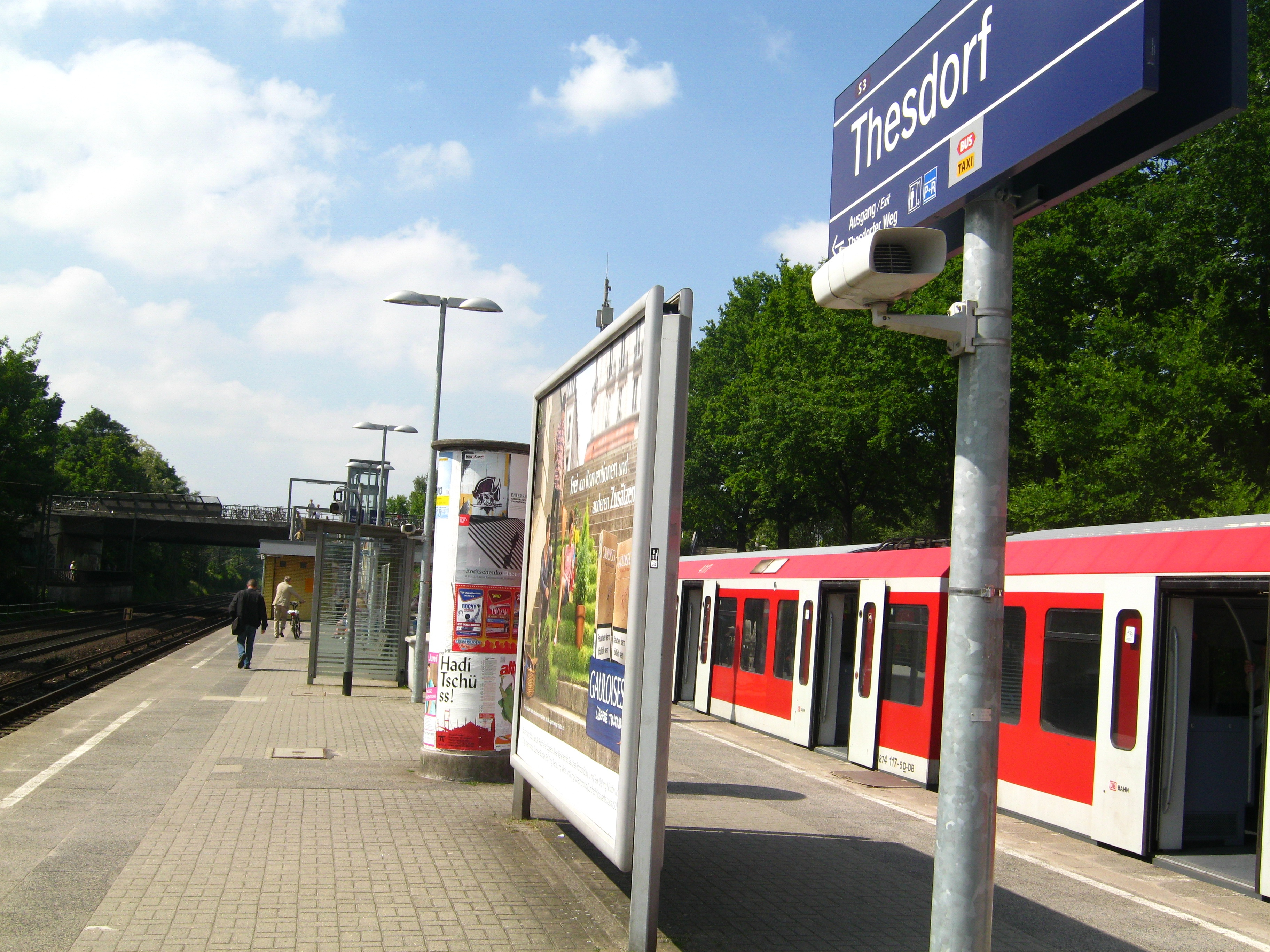
S-Bahn-Station Thesdorf

## S-Bahnhof
Die S-Bahn-Station Thesdorf an der Strecke Hamburg–Pinneberg wurde am 23. September 1967 eröffnet. Sie ist von der Brücke des Thesdorfer Weges, welche die Bahnstrecke quert, über eine Fußgängertreppe und einen Aufzug erreichbar. Die barrierefreie Zuwegung wurde im Jahr 2012 im Zuge des Konjunkturpakets II der Bundesregierung durch die Deutsche Bahn und ihre Tochter, die S-Bahn-Gruppe Hamburg, ausgeführt. Bis dahin war der Haltepunkt nur über die im Jahr 1967 erbaute Betontreppe erreichbar. Das Stationsgebäude am Anfang des Mittelbahnsteigs ist noch mit den originalen gelben und lindgrünen Kacheln versehen. Es beherbergt heute außer zwei Fahrkartenautomaten einen kleinen Kiosk. Die ehemalige Fahrkartenverkaufsstelle und die Bodenlöcher der Zugangsbarrieren zum fahrkartenpflichtigen Bahnsteigbereich sind noch zu sehen.
Der Haltepunkt selbst besteht aus einem Mittelbahnsteig. Auf der nördlichen Seite halten die S-Bahn-Züge der Linie S3 in Richtung Pinneberg, auf der südlichen Seite die Züge der Linie S3 nach Hamburg-Altona, Hauptbahnhof, Harburg, Buxtehude und Stade.
| Linie | Verlauf |
| ----- | --- |
| S 3   | Pinneberg – Thesdorf – Halstenbek – Krupunder – Elbgaustraße – Eidelstedt – Stellingen (Arenen) – Langenfelde – Diebsteich – Altona – Königstraße – Reeperbahn – Landungsbrücken – Stadthausbrücke – Jungfernstieg – Hauptbahnhof – Hammerbrook (City Süd) – Elbbrücken – Veddel (BallinStadt) – Wilhelmsburg – Harburg – Harburg Rathaus – Heimfeld (TU Hamburg) – Neuwiedenthal – Neugraben |